# Иловский, Станислав
Станислав Иловский (пол. Stanisław Iłowski; умер в 1589) — польский учёный XVI века.
Степень доктора права получил в 1565 году в Болонье, где тогда же издал речи: «De laudibus Jurisprudentiae». Был затем плоцким и ловичским каноником. Известен переводами с греческого языка на латинский речей Синезия Киренского (Венеция, 1543 год; 3-е изд. — 1633 год), Дионисия Галикарнасского (П., 1556 год), святого Василия (Венеция, 1664 год; другие изданы с греческим текстом во Франкфурте, 1598 и 1611 годы).